# 국중대회
국중대회(國中大會)는 고구려와 부여에서 열린 제천행사이다. 영고와 동맹을 지칭하는 용어로서 주로 수도에서 왕족들과 나부 및 사출도와 같은 여러 세력들이 참석해 진행했다.

## 같이 보기
- 영고
- 동맹